# Franz Xaver Funk
Franz Xaver (von) Funk (Abtsgmünd bij Aalen, 22 oktober 1840 - Tübingen, 24 februari 1907) was een katholiek priester en patroloog. Patrologie is de studie van het leven van de kerkvaders. 
Funk ging naar school in Ellwangen en begon in 1859 aan zijn opleiding aan de Eberhard-Karls-Universiteit in Tübingen. Hij studeerde er filosofie en theologie, daarnaast ook filologie en politieke economie. In 1863 promoveert hij in de filosofie. Hij werd in 1864 priester gewijd in het bisdom Rottenburg. Tussen 1865 en 1866 studeerde hij in Parijs en ging vervolgens weer naar Tübingen. Hij was assistent van bisschop Karl Joseph Hefele, wiens adviseur hij was op het Eerste Vaticaans Concilie. In 1869 volgde Funk Hefele, die inmiddels aan het hoofd stond van het bisdom Rottenburg, als universitair docent op. In 1875 werd hij professor kerkgeschiedenis, patrologie en christelijke archeologie aan de universiteit in Tübingen. 
Funk verkreeg bekendheid door zijn handboek over kerkgeschiedenis. Hij heeft met zijn onderzoek van christelijke auteurs uit de oudheid bijgedragen aan een herwaardering van die periode uit de kerkgeschiedenis. Hij bekritseerde herhaaldelijk het buitenproportionele overwicht dat de middeleeuwse kerkgeschiedenis op de katholieke theologie van zijn tijd had.
In 1890 werd hij bij de ontvangst van het Erekruis van de Kroonorde van Württemberg persoonlijk in de adelstand verheven. In 1903 werd hij Commandeur der IIe Klasse in de Frederiks-Orde.

## Werk
- Zins und Wucher. Eine moral-theologische Abhandlung, 1868
- Geschichte des kirchlichen Zinsverbotes, 1876
- Opera Patrum apostolicorum, 1881
- Die Echtheit der Ignatianischen Briefe, aufs neue verteidigt, 1883
- Doctrina duodecim Apostolorum, 1887
- Die Apostolischen Konstitutionen. Eine literar-historische Untersuchung, 1891
- Das 8. Buch der Apostolischen Konstitutionen und die verwandten Schriften, auf ihr Verhältnis neu untersucht, 1893
- Kirchengeschichtliche Abhandlungen und Untersuchungen deel I 1897, deel II 1899, deel III 1907
- Das Testament unseres Herrn und die verwandten Schriften, 1901
- Didascalia et Constitutiones Apostolorum, 2 delen, 1905.

- Bibliothèque nationale de France: cb10434984s (data)
- Gemeinsame Normdatei: 116873574
- International Standard Name Identifier: 0000 0001 0871 3601
- Library of Congress Control Number: n88070732
- Nationale Bibliotheek van Letland: 000109275
- Nationale Bibliotheek van Tsjechië: xx0012585
- Nationale Bibliotheek van Israël: 987007277463205171
- Nederlandse Thesaurus van Auteursnamen: 071443827
- Système universitaire de documentation: 080137490
- Trove: 828820
- Virtual International Authority File: 13069887
- WorldCat: E39PBJycMD4VBTfCQKHDHgFHYP